# Ромер против Еванса
Ромер против Еванса (енгл. Romer v. Evans, 517 U.S. 620 (1996)) је назив процеса пред Врховним судом Сједињених Америчких Држава из 1996, у којем је Суд прогласио неуставним амандман на Устав Колорада, који је забрањивао законодавној извршној и судској власти било којег града и округа у Колораду да доноси било какве прописе којима би се забрањивала дискриминација на основу сексуалне оријентације.

## Позадина
Почетком деведесетих година 20. века неколико градова у Колораду усвојило је антидискриминационе уредбе које су поред дискриминације на основу расе, религије и пола, забрањивале и дискриминацију на основу сексуалне оријентације. Такве уредбе усвојили су градови Денвер, Аспен и Болдер. Усвојено је и неколико мјера на државном нивоу:
- Гувернерова извршна уредба из децембра 1990. којим се забрањује дискриминација у запошљавању за све државне службенике на основу сексуалне оријентације;
- Закон о осигурању Колорада, који је забранио провајдерима здравственог осигурања да одређују висину премија и испуњеност услова за добијање осигурања на основу сексуалне оријентације подносиоца захтева или осигураника.
- Метрополитански државни колеџ у Денверу забранио је дискриминацију на основу сексуалне оријентације у свим студентским клубовима које је финансирао колеџ.
- Државни универзитет Колорада је такође имао антидискриминациону политику која је укључивала и сексуалну оријентацију.

### Врховни суд САД
Суд је у својој пресуди, која је објављена 20. маја 1996, прогласио неуставним амандман на Устав Колорада којим се забрањује законодавној, извршној и судској власти било којег града или округа у Колораду да доноси законе и друге акте којим би се забранила дискриминација на основу сексуалне оријентације. Овај амандман, по мишљењу суда, није рационално повезан ни са једним легитимним државним интересом. У име већине од 6 судија, мишљење је написао судија Ентони Кенеди.
Као одговор на тврдњу да је амандман само онемогућио хомосексуалце у добијању „посебних права“, судија Кенеди је написао:
| „ | Напротив, амандман уводи „посебну неспособност“ за те особе. Хомосексуалцима је забрањена заштита коју други уживају или могу тражити без ограничења. | ” |

Заштита коју пружају закони против дискриминације, по мишљењу већине судија, није „посебно право“, јер ови закони штите основна права која већ уживају остали грађани.